# Assouinssouin
L’assouinssouin en langue fongbé ou tamarin velours en français est une légumineuse originaire d'Afrique. Son appellation diffère selon les ethnies. Chez les Yorubas par exemple on l’appelle « awin », et « velvet tamarin » en anglais.
Au Bénin, l'assouinssouin  ne désigne pas l'arbre mais plutôt les  fruits de ce dernier semblables aux raisins à cause de leur taille minuscule et qui poussent en petites touffes dont la peau est en forme de coque et de couleur noire. 
Au Bénin, le tamarin de velours à une multitude utilisation.  Les mères l'utilisent par exemple pour distraire les enfants quand ils sont trop perturbants . Mis à part cela, selon certaines croyances du pays, le assouinssouin aideraient à mieux réfléchir et à être moins distrait.
Les feuilles de l'arbre sont utilisées en médecine traditionnelle, car riche en antioxydant. Elles seraient très bonnes pour la santé de l'homme.Elles permettraient aussi de traiter le  paludisme, des ulcères gastrique, des hémorroïdes et seraient  bonnes également pour traiter le diabète,,,.